# گل‌فشان تنگ
گل‌فشان تنگ یک اثر طبیعی ملی ایران است که در استان سیستان و بلوچستان در ایران قرار دارد. این اثر طبیعی ملی طبق مصوبهٔ شمارهٔ ۵۵۷ در تاریخ ۱۳۸۸/۱۱/۱۱ در فهرست مناطق تحت حفاظت سازمان محیط زیست ایران قرار گرفت.